# Malati
Malati is een bestuurslaag in het regentschap Cianjur van de provincie West-Java, Indonesië. Malati telt 3573 inwoners (volkstelling 2010).